# Seznam nábojů do pušek

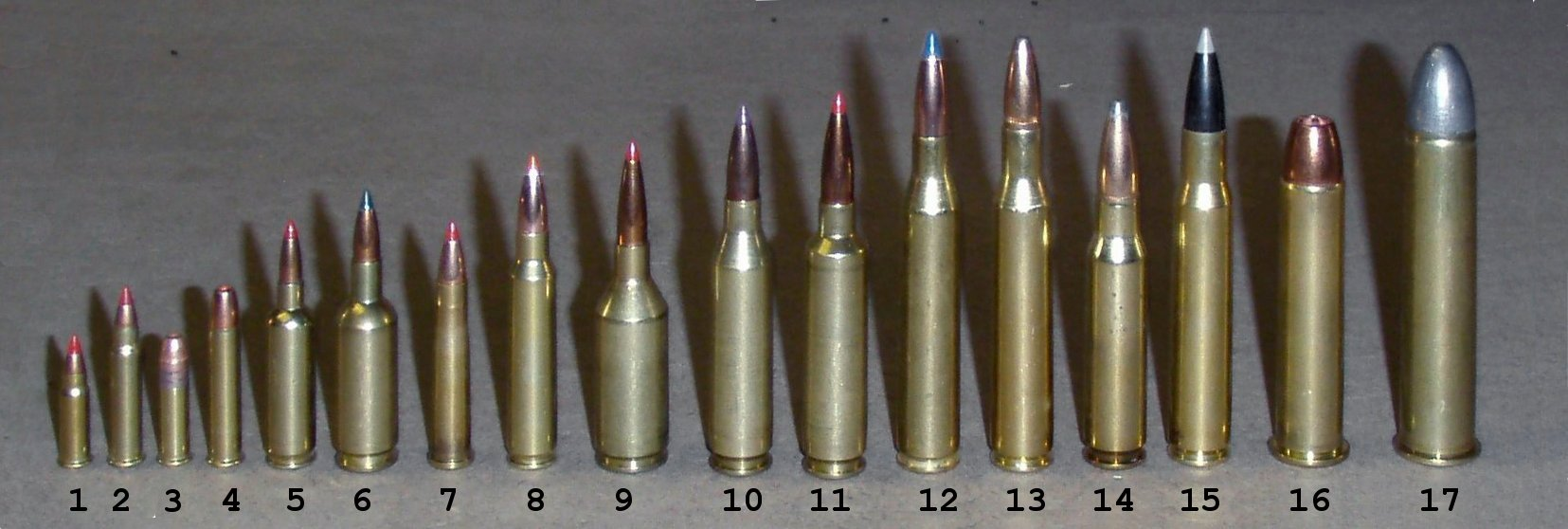
Zleva doprava: (1) .17 HM2, (2) .17 HMR, (3) .22LR, (4) .22 WMR, (5) .17 SMc, (6) 5mm/35 SMc, (7) .22 Hornet, (8) .223 Remington, (9) .223 WSSM, (10) .243 Winchester, (11) .243 Winchester Improved (Ackley), (12) .25-06, (13) .270 Winchester, (14) .308, (15) .30-06, (16) .45-70 Govt, (17) .50-90 Sharps

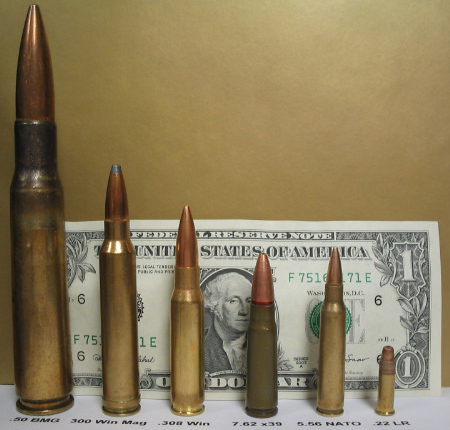
Zleva doprava: .50 BMG, 300 Win Mag, .308 Winchester, 7,62 × 39 mm, 5.56 NATO, .22LR

Seznam nábojů do pušek, nebo také puškových nábojů. Řazeno podle ráže v palcích.

## Pod 0,2 palce
- .14/221
- .14-222
- .14 Walker Hornet
- .17-223
- .17 Hornady Mach 2 (.17HM2)
- .17 Hornady Magnum Rimfire (.17HMR)
- .17 Hornet
- .17 PMC/Aquila
- .17 Mach IV
- .17 Remington Fireball
- .17 PPC
- .17 Remington
- 4,5mm mkr
- .19 Calhoon Hornet
- .19 Badger
- .19-223

## 0,2–0,29 palců
- 5mm Remington Magnum
- 5mm Craig
- 5mm/35 SMc
- .20 Vartag
- .20 Tactical
- .204 Ruger
- 5,45 × 39 mm M74
- .218 Bee
- .22-243 Middlested
- .22-250 Remington
- .22 Hornet
- .22 Long
- .22 Long Rifle
- .22 PPC
- .22 BR Remington
- .22 Short
- .22 WMR (.22 Magnum)
- .22 WRF
- .220 Swift
- 5,6 × 50R
- 5,6 × 50 Magnum
- 5,6 × 52R (.22 Savage Hi-Power)
- 5,6 × 57
- 5,6 × 57R
- 5,6 × 61 SE (5,6 × 61 Vom Hofe Super Express)
- .221 Remington Fireball
- .222 Remington
- .222 Remington Magnum
- .223 Remington (.223 AI)
- .223 WSSM
- 5,56 × 45 mm NATO
- 5,7 × 28 mm
- 5,8 × 42 mm
- .224 Weatherby Magnum
- .225 Winchester
- 6-06
- 6-284
- 6 mm BR Remington
- 6 mm BRX
- 6 mm Dasher
- 6 mm PPC
- 6 mm Remington (.244 Remington)
- 6 mm XC
- 6 × 45 (6mm/223)
- 6 × 47 Swiss Match (6mm/222 Mag)
- .240 Apex (.240 Belted Nitro Express a .240 Magnum Flanged)
- .240 Weatherby Magnum
- .243 Winchester (.243 AI)
- .243 WSSM
- .244 H&H Magnum
- .25-06 Remington
- .25-20 Winchester
- .25-35 Winchester (6.5 × 52R)
- .25 Remington
- .25 WSSM
- .250-3000 Savage
- 6,5-284
- 6,5 Grendel
- 6,5 mm Remington Magnum
- 6,5 × 47 Lapua
- 6,5 × 50 mm SR Arisaka
- 6,5 × 52 mm Mannlicher-Carcano
- 6,5 × 53R Dutch (6.5x53R Mannlicher a .256 Mannlicher)
- 6,5 × 54 mm Mannlicher–Schönauer (a.k.a. 6.5x53 Rimless)
- 6,5 × 55 SE (6.5×55mm Swedish a 6,5 mm Krag-Jørgensen)
- 6,5 × 57 Mauser
- 6,5 × 68 (nesprávně také 6.5 × 68 RWS, 6.5 × 68 Schüler nebo 6.5 × 68 vom Hofe Express)
- .256 Winchester Magnum
- .256 Newton
- .257 Roberts (.257 Roberts +P)
- .257 Roberts Improved
- .257 Weatherby Magnum
- .260 Remington
- .264 Winchester Magnum
- 6,8 mm Remington SPC
- .270 Weatherby Magnum
- .270 Winchester
- .270 WSM (Winchester Short Magnum)
- .275 H&H Magnum
- 7 mm-08 Remington
- 7-30 Waters
- 7 mm BR Remington
- 7 mm Dakota
- 7 mm Express Remington (a.k.a. .280 Remington)
- 7 mm Remington Magnum
- 7 mm Remington SA Ultra Mag
- 7 mm Remington Ultra Magnum
- 7 mm STW
- 7 mm Weatherby Magnum
- 7 mm WSM (Winchester Short Magnum)
- 7 × 57 mm Mauser (.275 Rigby)
- 7 × 61 Sharpe & Hart
- 7 × 64 mm
- 7x65 R
- .276 Pedersen
- .277 Fury
- .280 British
- .280 Remington (a.k.a.7 mm Express Remington)
- .280 Ross
- .284 Winchester
- 7,35 × 51 mm Carcano
- 7,5 × 55 Schmidt Rubin (7.5 mm Swiss)
- 7,5 × 57 mm MAS mod. 1924
- 7,5 × 54 mm MAS mod. 1929

## 0,3–0,39 palců
- 7,62 mm
- 7,62 × 25 mm Tokarev
- 7,62 × 38 mm R
- 7,62 × 39 mm
- 7,62 × 45 mm
- 7,62 × 51 mm NATO (.308 Winchester)
- 7,62 × 54R (rimmed) (7.62 Russian)
- 7,63 × 25 mm Mauser
- 7,65 mm Luger
- 7,65 × 53 mm (7.65 Argentine)
- .30-06 Springfield
- .30-06 JDJ
- .30-40 Krag(.30 Army)
- .30-378 Weatherby Magnum
- .30 Carbine
- .30 Newton
- .30 Remington
- .30-30 Winchester
- .30 USA
- .300 Whisper
- .300 Savage
- .300 Remington SA Ultra Mag
- .300 WSM (Winchester Short Magnum)
- .300 Winchester Magnum
- .300 H&H Magnum
- .300 Dakota
- .300 ICL Grizzly
- .300 Weatherby Magnum
- .300 Remington Ultra Mag
- .303 British
- .303 Savage
- .30R Blaser
- 7,7 × 58 mm Arisaka
- .308 Winchester
- .308 Norma Magnum
- 7,82 Lazzeroni Patriot
- 7,82 Lazzeroni Warbird
- 7,92 × 33mm Kurz
- 7,92 × 57mm Mauser (8 mm Mauser nebo 8 × 57 IS)
- 8 × 50 mm R Lebel
- 8 mm Remington Magnum
- 8 × 50 mm R Mannlicher
- 8 × 56 mm R (8 × 56 mm R M30S)
- 8 × 60 Spitz
- 8 × 63 mm
- 8 × 68mm S
- .32-20 Winchester (.32 WCF, .32-20 Marlin, .32 Colt Lightning)
- .32-40 Ballard
- .32-40 Winchester
- .32 Remington
- .32 Winchester self loading
- .32 Winchester Special
- .325 WSM (Winchester Short Magnum)
- .33 Winchester (.33 WCF)
- .330 Dakota
- .338-06 A-Square
- .338-378 Weatherby Magnum
- .338 Federal
- .338 Lapua Magnum
- .338 Remington Ultra Magnum
- .338 Winchester Magnum
- .338 Whisper (Series 1)
- .338 Whisper (Series 2)
- .338 × 57 O'Connor
- .340 Weatherby Magnum
- .348 Winchester
- .35 Newton
- .35 Remington
- .35 Whelen
- .35 Winchester
- .350 Remington Magnum
- .351 Winchester self loading
- 9×39 mm
- 9,5 × 57 mm Mannlicher–Schönauer (rovněž .375 Rimless Nitro Express × 2-1/4")
- 9 × 57 mm Mauser
- .356 Winchester
- .358 Norma Magnum
- .358 Winchester
- 9,3 × 62
- 9,3 × 64 Brenneke
- 9,3 × 72D
- 9,3 × 74R
- .375 Dakota
- .375 H&H Magnum
- .375 Ruger
- .375 Remington Ultra Magnum
- .375 Weatherby Magnum
- .375 Whelen (.375-06)
- .375 Whisper (Series 2)
- .375 Winchester
- .376 Steyr
- .378 Weatherby Magnum
- .38-40 Winchester
- .38-55 Winchester

## 0,4–0,49 palců
- 10 × 35 Vetterli
- .40-60 Remington
- .400 H&H Magnum
- .401 Winchester self loading
- .404 Jeffery (10.75 × 73)
- .405 Winchester
- .408 Chey Tac
- .416 Barrett
- .416 Remington Magnum
- .416 Rigby
- .416 Taylor
- .416 Weatherby Magnum
- .416 Whisper (Series 2)
- .425 Westley Richards
- 11 × 60 Mannlicher
- .44-40 Winchester
- .44 Remington Magnum
- .444 Marlin
- .45-70 Government
- .45-90 Sharps
- .45-110 Sharps
- .45-120 Sharps
- .450 Marlin
- .450 Rigby
- .450 Watts Magnum
- .458 Lott
- .458 SOCOM
- .458 Winchester Magnum
- .460 Weatherby Magnum
- .465 H&H Magnum
- .470 Nitro Express

## 0,5–0,59 palců
- 12.7 × 99mm Multi-Purpose
- 12,7 × 108 mm
- .50-70 Government
- .50-90 Sharps
- .50-140 Sharps
- .50 Beowulf
- .50 BMG
- .50 Peacekeeper
- .500 Jeffery Nitro Express
- .500 Nitro Express 3"
- .500/450 Nitro Express
- .500/465 Nitro Express
- .505 Gibbs
- .510 DTC Europ
- .510 Whisper
- .577 Nitro Express
- .577 Tyrannosaur(.577 T-Rex)
- .577 Snider
- .577/450 Martini-Henry
- .585 Nyati
- 13 × 92 mm SR
- 14.5 mm russian
- 14,5 mm JDJ
- 15,2 mm Steyr

## 0,6 palců a více
- .600 Nitro Express
- .600/577 REWA
- .700 Nitro Express
- 20 × 110 mm Hispano
- 20 × 138mmB